# Jagdpacht
Die Jagdpacht ist in Deutschland ein schuldrechtlich gegenseitiger Vertrag im Sinne des BGB (§ 581). Auf ihn finden daher grundsätzlich die Vorschriften über die Miete (§§ 535ff.) Anwendung. Die Jagdpacht ist eine Sonderform der Pacht und ist in § 11 des Bundesjagdgesetzes (BJagdG) geregelt.

## Gegenstand
Jagdrechtlich unmittelbarer Gegenstand des Jagdpachtvertrages ist das Jagdausübungsrecht.
Jagdpachtverträge müssen schriftlich geschlossen werden. Die Mindestdauer beträgt meist neun bis 12 Jahre, bei Hochwildjagden nach Landesrecht auch mehr. Beginn und Ende der Pachtdauer sollen mit dem Jagdjahr zusammenfallen (1. April bis 31. März). Es gibt eine landesgesetzlich festgelegte Pächterhöchstzahl und eine gesetzliche Pachthöchstfläche von 1000 Hektar pro Pächter (Ausnahmen, z. B. in Bayern stellt der Alpenraum/Hochgebirge mit Vorbergen dar: Hier Höchstpachtfläche 2000 ha). Die gepachtete Fläche wird in den Jagdschein eingetragen. Mehrere gleichberechtigte Mitpächter können das Revier intern in Pirschbezirke aufteilen.

## Vertragspartner
Jagdpachtverträge sind Verträge zwischen einer Jagdgenossenschaft oder dem Grundeigentümer einer Eigenjagd auf der einen Seite, und einem oder mehreren Pächtern auf der anderen Seite. Jagdpächter kann nur eine natürliche Person sein, die jagdpachtfähig ist, was bedeutet, dass sie seit mindestens drei Jahren einen Jahresjagdschein besitzt.